# Reinado Nacional del Café 2014
El Reinado Nacional del Café realizó su 32.a edición el 29 de junio de 2014 en Calarcá, Quindío. En la velada de elección y coronación, la Reina Nacional del Café 2013, Estefanía Muñoz Jaramillo, entregó la corona a su sucesora, la Señorita Cundinamarca, Connie Lorena Daniela Ojeda Sierra.
Connie Lorena Daniela Ojeda Sierra representará a Colombia en el Reinado Internacional del Café 2015 a realizarse en Manizales, Caldas.

## Resultados
| Título                          | Candidata                                                    |
| ------------------------------- | ------------------------------------------------------------ |
| Reina Nacional del Café 2014    | - Connie Lorena Daniela Ojeda Sierra Señorita Cundinamarca   |
| Virreina Nacional del Café 2014 | - Carolina Suárez Gutiérrez Señorita Atlántico               |
| Primera Princesa                | - Melina García Cruz Señorita Quindío                        |
| Segunda Princesa                | - Carolina Cortés Ospina Señorita Risaralda                  |
| Tercera Princesa                | - Andrea Isabel Pineda Quesada Señorita Cartagena, D.T. y C. |

## Candidatas
14 candidatas han sido elegidas para participar en la versión 2014 del Reinado Nacional del Café.
| Candidata                     | Nombre                             | Edad | Estatura | Medidas  | Procedencia               |
| ----------------------------- | ---------------------------------- | ---- | -------- | -------- | ------------------------- |
| Señorita Antioquia            | Vanessa Guzmán Gómez               | 20   | 1.73     | 87-60-92 | Medellín                  |
| Señorita Atlántico            | Carolina Suárez Gutiérrez          | 18   | 1.71     | 90-62-90 | Barranquilla              |
| Señorita Bolívar              | Kelly Johana Gómez Tovar           | 23   | 1.75     | 90-63-92 | Cartagena de Indias       |
| Señorita Boyacá               | Laura Michelle Montañez Medina     | 18   | 1.78     | 90-63-90 | Sogamoso                  |
| Señorita Cartagena, D.T. y C. | Andrea Isabel Pineda Quesada       |      | 1.75     | 85-62-94 | Cartagena de Indias       |
| Señorita Cauca                | Diana Carolina Burbano Perlaza     | 21   | 1.75     | 87-60-92 | Florida (Valle del Cauca) |
| Señorita Córdoba              | María Carolina Causil Galvis       | 22   | 1.70     | 93-64-95 | Montería                  |
| Señorita Cundinamarca         | Connie Lorena Daniela Ojeda Sierra | 19   | 1.67     | 88-60-92 | Bogotá                    |
| Señorita Huila                | Olga Lucía Mayorga Mendoza         | 23   | 1.71     | 90-63-92 | Neiva                     |
| Señorita Meta                 | Angie Natalia Palacios Mora        | 19   | 1.71     | 82-64-92 | Granada                   |
| Señorita Quindío              | Melina García Cruz                 | 19   | 1.70     | 83-62-93 | Palmira (Valle del Cauca) |
| Señorita Risaralda            | Carolina Cortés Ospina             | 21   | 1.73     | 86-62-95 | Pereira                   |
| Señorita Sucre                | Dayana Estefanía Skinner Polo      | 23   | 1.60     | 89-62-93 | Corozal                   |
| Señorita Valle                | Ceidy Johana Serna Ríos            | 20   | 1.70     | 85-61-90 | Belalcázar (Caldas)       |